# ScummVM
A ScummVM (Script Creation Utility for Maniac Mansion Virtual Machine) egy emulátor, amely régi kalandjátékok magját szimulálja, így bármilyen rendszeren játszhatóvá válnak (platformfüggetlen). Technikailag egy játékmotor-gyűjtemény, mely több platformon képes futtatni a Scumm-alapú játékokat. Eredetileg a Scumm-alapú játékok játszhatóságának bővítése volt a cél (a legtöbbjét csak DOS alatt lehetett játszani), de később integrálták bele további játékok támogatását is.
A SCUMM egy szkriptnyelv és a hozzá tartozó értelmező, amely interaktív játékok alkotását célozza. Ennek segítségével mászkálós-gyűjtögetős játékokat készítettek, amelyben a játékos egyszerűen kiválaszthatja a párbeszédekben adott válaszait. Az értelmezőt tucatnyi platformra elkészítették, és az idők során legalább nyolc változata jelent meg.

## Támogatott játékok
A hivatalosan is támogatott játékok listája:

### LucasArts SCUMM játékok
- Maniac Mansion
- Zak McKracken and the Alien Mindbenders
- Indiana Jones and the Last Crusade: The Graphic Adventure
- Loom
- The Secret of Monkey Island
- Monkey Island 2: LeChuck’s Revenge

- Indiana Jones and the Fate of Atlantis
- Day of the Tentacle
- Sam & Max Hit the Road
- Full Throttle
- The Dig
- The Curse of Monkey Island

### Sierra On-Line játékok
- The Black Cauldron
- Castle of Dr. Brain
- Codename: ICEMAN
- The Colonel's Bequest
- Conquests of Camelot: The Search for the Grail
- Conquests of the Longbow: The Legend of Robin Hood
- The Dagger of Amon Ra
- EcoQuest: The Search for Cetus
- EcoQuest II: Lost Secret of the Rainforest
- Freddy Pharkas: Frontier Pharmacist
- Gold Rush!
- Hoyle's Official Book of Games
- Jones in the Fast Lane
- The Island of Dr. Brain
- King's Quest: Quest for the Crown
- King's Quest II: Romancing the Throne
- King's Quest III: To Heir Is Human
- King's Quest IV: The Perils of Rosella
- King's Quest V: Absence Makes the Heart Go Yonder!
- King's Quest VI: Heir Today, Gone Tomorrow

- Leisure Suit Larry in the Land of the Lounge Lizards
- Leisure Suit Larry Goes Looking for Love (in Several Wrong Places)
- Leisure Suit Larry III: Passionate Patti in Pursuit of the Pulsating Pectorals
- Leisure Suit Larry 5: Passionate Patti Does a Little Undercover Work
- Leisure Suit Larry 6: Shape Up or Slip Out!
- Manhunter: New York (developed by Evryware)
- Manhunter 2: San Francisco (developed by Evryware)
- Mickey's Space Adventure
- Mixed-Up Fairy Tales
- Mixed-Up Mother Goose
- Pepper's Adventures in Time
- Police Quest: In Pursuit of the Death Angel
- Police Quest II: The Vengeance
- Police Quest III: The Kindred
- Quest for Glory: So You Want to Be a Hero
- Quest for Glory II: Trial by Fire
- Quest for Glory III: Wages of War
- Slater & Charlie Go Camping
- Space Quest: The Sarien Encounter
- Space Quest II: Vohaul's Revenge
- Space Quest III: The Pirates of Pestulon
- Space Quest IV: Roger Wilco and The Time Rippers
- Space Quest V: Roger Wilco – The Next Mutation
- Troll's Tale
- Winnie the Pooh in the Hundred Acre Wood

### Coktel Vision játékok
- Bargon Attack
- The Bizarre Adventures of Woodruff and the Schnibble
- Fascination
- Geisha
- Gobliiins
- Gobliins 2: The Prince Buffoon

- Goblins Quest 3
- Lost in Time
- Once Upon A Time: Little Red Riding Hood
- Playtoons: Bambou le Sauveur de la Jungle
- Urban Runner
- Ween: The Prophecy

### Adventuresoft/Horrorsoft játékok
- Elvira: Mistress of the Dark
- Elvira II: The Jaws of Cerberus
- The Feeble Files
- Personal Nightmare

- Simon the Sorcerer
- Simon the Sorcerer II: The Lion, the Wizard and the Wardrobe
- Simon the Sorcerer's Puzzle Pack
- Waxworks (a.k.a. Elvira 3)

### Humongous Entertainment
- Backyard Baseball
- Backyard Baseball 2001
- Backyard Baseball 2003
- Backyard Football
- Backyard Football 2002
- Big Thinkers series

- Blue's Clues series (Blue's Birthday Adventure és mások)
- Fatty Bear series
- Freddi Fish series
- Junior Field Trips series
- Pajama Sam series
- Putt-Putt series
- Spy Fox series

### További fejlesztőktől
- 3 Skulls of the Toltecs
- The 7th Guest
- Beneath a Steel Sky
- Blue Force
- Broken Sword: The Shadow of the Templars
- Broken Sword II: The Smoking Mirror
- Bud Tucker in Double Trouble
- Chivalry is Not Dead
- Cruise for a Corpse
- Darby the Dragon
- Discworld
- Discworld II: Missing Presumed...!?
- Dragon History
- Drascula: The Vampire Strikes Back
- DreamWeb
- Eye of the Beholder
- Eye of the Beholder II: The Legend of Darkmoon
- Flight of the Amazon Queen
- Future Wars
- Hopkins FBI
- Hugo's House of Horrors
- Hugo II, Whodunit?
- Hugo III, Jungle of Doom!
- I Have No Mouth, and I Must Scream
- The Journeyman Project: Pegasus Prime
- Inherit the Earth: Quest for the Orb

- Lands of Lore: The Throne of Chaos
- The Legend of Kyrandia - Book One
- The Legend of Kyrandia - Book Two: The Hand of Fate
- The Legend of Kyrandia - Book Three: Malcolm's Revenge
- Living Books series (up through Stellaluna)
- Leather Goddesses of Phobos 2: Gas Pump Girls Meet the Pulsating Inconvenience from Planet X!
- Lure of the Temptress
- Magic Tales: Liam Finds a Story
- The Manhole
- Mortville Manor
- The Neverhood
- Nippon Safes Inc.
- The Princess and the Crab
- Return to Ringworld
- Ringworld: Revenge of the Patriarch
- Return to Zork
- Rodney's Funscreen
- Sleeping Cub's Test of Courage
- Sołtys
- Teenagent
- Tony Tough and the Night of Roasted Moths
- Toonstruck
- Touché: The Adventures of the Fifth Musketeer
- Voyeur